# Optique métaxiale
Pour les articles homonymes, voir Optique (homonymie).
L'optique métaxiale est une approche de l'optique de Fourier utilisant le principe de la diffraction métaxiale développée par G. Bonnet en 1978. La seule diffraction est utilisée pour décrire la propagation lumineuse. L'approche métaxiale est une des manières de résoudre le problème de la propagation de la lumière en optique physique à partir ou au travers de surfaces non planes.
L'optique métaxiale, comme l'optique paraxiale pour l'optique géométrique, est une approximation de l'optique de Fourier ; les développements sont limités à l'ordre deux et les rayons sont supposés proches de l'axe optique.
L'approche métaxiale est une meilleure approximation que l'optique paraxiale mais nécessite d'utiliser des surfaces émettrices et réceptrices sphériques, elle s'assortit par ailleurs de l'utilisation de groupes mathématiques bien particuliers[pas clair] et utilise la distribution de Wigner-Ville.
L'approche métaxiale est valide pour toute domaine ondulatoire, optique, mais plus généralement électromagnétique et acoustique.